# 块根芍药
块根芍药（学名：Paeonia anomala var. intermedia）为毛茛科芍药属下的一个变种，花瓣上有淡黄色柔毛，蓇葖密被黄色柔毛；叶裂片通常狭窄，宽在1厘米以下，有时可达1．5厘米。
盛產於中國大陸新疆西北部，生海拔1100-1700米间的山坡草地及林下阴湿处，在俄羅斯的西伯利亚、以及中亚地区也有分布。

## 扩展阅读
- 維基物種上的相關：块根芍药